# John Gawsworth
John Gawsworth (29 de junio de 1912 - 23 de septiembre de 1970), seudónimo de Terence Ian Fytton Armstrong, fue un escritor, poeta y compilador de antologías (tanto de poesía como de historias cortas) británico. Fue coronado Rey de Redonda en 1947, con el nombre de Juan I.

## Vida
Inició su carrera a los diecinueve años con cuatro obras poéticas y el relato Above the River (1931), cuya introducción fue escrita por Arthur Machen.
Es autor de muy escasa obra en prosa, salvo breves estudios sobre T. E. Lawrence, Percy Wyndham Lewis y Ernest Dowson, y unos pocos cuentos de horror dispersos en antologías que él mismo impulsó y preparó en los años treinta.
Durante la Segunda Guerra Mundial, en la que combatió, viajó y publicó plaquettes poéticas y panfletos en la India, Italia, Argelia y Egipto. Sus Colected Poems aparecieron en 1948, y a partir de 1954 dejó de escribir. Se sabe que terminó su vida mendigando por las calles de Londres, víctima del alcoholismo, y murió en un hospital.

## Obra
Blow No Bugles: Poems from Two Wars 1942-1945

## Antologías de relatos de terror
Entre 1932 y 1937 editó varias antologías de relatos de misterio y terror, entre las que se conocen las siguientes: 
- Strange Assembly
- Full Score
- New Tales of Horror by Eminent Authors
- Thrills
- Thrills, Crimes and Mysteries
- Crimes, Creeps and Thrills
- Masterpiece of Thrills
- Path and Pavement